# Junco
Genre
Junco est un genre d'oiseaux regroupant quatre espèces de passereaux de la famille des Passerellidae.

## Espèces
D'après la classification de référence du Congrès ornithologique international (ordre phylogénique) :
- Junco vulcani (Boucard, 1878) – Junco des volcans
- Junco insularis Ridgway, 1876 – Junco de Guadalupe
- Junco hyemalis (Linné, 1758) – Junco ardoisé
- Junco phaeonotus Wagler, 1831 – Junco aux yeux jaunes
- Junco bairdi Ridgway, 1883 – Junco de Baird